# 国鉄2700形蒸気機関車
国鉄2700形蒸気機関車（こくてつ2700がたじょうききかんしゃ）は、かつて日本国有鉄道の前身である鉄道院・鉄道省に在籍したタンク式蒸気機関車である。

## 概要
元は房総鉄道が、1897年（明治30年）に、アメリカ合衆国のクック・ロコモティブ・アンド・マシン・ワークスから2両（製造番号2370，2371）を輸入した、車軸配置0-6-2(C1)で2気筒単式の飽和式機関車である。房総鉄道では、製造番号の順に6, 7と付番したが、1899年（明治32年）に北越鉄道に譲渡され、D形（13, 14）となった。北越鉄道への入籍は、1900年（明治33年）であり、この間に日本鉄道の大宮工場で側水槽の拡大（高さで165mm、長さで762mm）が行われたものと推定されている。
動軸3軸の機関車は、第2動輪をフランジレスにすることが多いが、本形式は第3動輪がフランジレスとなっていたのが特徴的である。また、先輪のない機関車の例にもれず、先頭となる第1動輪のタイヤの摩耗が激しく、脱線も多かったため、逆行運転を常態とするようになった。また、第3動輪と第2動輪のタイヤを入れ替え、第2動輪をフランジレスとするよう変更していた。
1907年（明治40年）には、北越鉄道は国有化され、1909年（明治42年）に制定された鉄道院の車両称号規程では、2700形（2700, 2701）に改番された。
側水槽の拡大により激しくなったものと推定されているが、動軸各軸上の重量が第1動輪から13.72t、9.14t、9.14tとアンバランスとなっていた。その改善のため、1910年（明治43年）と翌1911年（明治44年）に本形式に対してビッセル式の先輪を追加する改造が新橋工場と長野工場で実施された。これにより車軸配置は2-6-2(1C1)と変わり、形式番号は3040形（初代。3040, 3041）と変更された。また、後部炭庫は拡大され、下部を水槽としている。しかしながら、第1動輪軸重の改善は、わずかに1.4t減の12.3tとできただけであった。
国有化後は、敦賀と長野で入換用とされていたが、その後富山、大宮に移された。廃車は1922年（大正11年）で、3041は常総鉄道に払い下げられて7（2代）となったが、あまり使い勝手は良くなかったらしく、1931年（昭和6年）に廃車となった。

## 主要諸元

### 2700形
1909年版形式図の諸元を示す。
- 全長 : 10,109mm
- 全高 : 3,886mm
- 全幅 : 2,451mm
- 軌間 : 1,067mm
- 車軸配置 : 0-6-2(C1)
- 動輪直径 : 1,372mm
- 弁装置: スチーブンソン式基本形
- シリンダー（直径×行程） : 381mm×508mm
- ボイラー圧力 : 9.8kg/cm2
- 火格子面積 : 1.30m2
- 全伝熱面積 : 73.9m2
  - 煙管蒸発伝熱面積 : 66.0m2
  - 火室蒸発伝熱面積 : 8.0m2
- 機関車運転整備重量 : 37.08t
- 機関車動輪上重量（運転整備時） : 32.00t
- 機関車動輪軸重（最大・第1動輪上） : 13.72t
- 水タンク容量 : 4.15m3
- 燃料積載量 : 2.03t
- 機関車性能
  - シリンダ引張力 （0.85P）: 4,480kg
- ブレーキ装置 : 手ブレーキ、蒸気ブレーキ

### 3040形
1914年版形式図の諸元を示す。
- 全長 : 10,579mm
- 全高 : 3,886mm
- 軌間 : 1,067mm
- 車軸配置 : 2-6-2(1C1)
- 動輪直径 : 1,372mm
- 弁装置 : スチーブンソン式基本形
- シリンダー（直径×行程） : 381mm×508mm
- ボイラー圧力 : 9.8kg/cm2
- 火格子面積 : 1.30m2
- 全伝熱面積 : 80.1m2
  - 煙管蒸発伝熱面積 : 72.2m2
  - 火室蒸発伝熱面積 : 7.9m2
- ボイラー水容量 : 2.9m3
- 小煙管（直径×長サ×数） : 50.8mm×2023mm×151本
- 機関車運転整備重量 : 52.30t
- 機関車空車重量 : 40.72t
- 機関車動輪上重量（運転整備時） : 35.14t
- 機関車動輪軸重（最大・第1動輪上） : 12.30t
- 水タンク容量 : 5.86m3
- 燃料積載量 : 1.73t
- 機関車性能
  - シリンダ引張力（0.85P） : 4,480kg
- ブレーキ装置 : 手ブレーキ、真空ブレーキ